# 小山健一 (政治家)
小山 健一（こやま けんいち、1936年（昭和11年）7月4日 - 2017年（平成29年）2月24日）は、日本の政治家、地方公務員。北海道北見市出身。1959年（昭和34年） 北海道大学農学部卒。北海道北見市長（1995年 - 1999年）。

## 略歴
1959年（昭和34年）北見市役所に入り、総務部総務課に配属。1985年（昭和60年）同市衛生部長。1987年（昭和62年）同市農務部長、1991年（平成3年）同市都市住宅部長に就任。北見市役所を退職し、1995年（平成7年）北見市長選挙に出馬し現職市長の久島正を破って初当選するも1999年（平成11年）に新人の神田孝次に敗れ落選した。2000年北海学園北見大学商学部客員教授（地方自治論、農業政策）。2006年同大学退職。
政策としては、ごみの分別収集、市役所機構改革、北見市芸術文化ホールの開館、国に対する高速道路の整備促進の着手などに重点を置いた。